# فریادزنان (فیلم ۱۹۹۵)
فریادزنان (انگلیسی: Screamers) فیلمی در ژانر ترسناک و علمی-تخیلی به کارگردانی کریستیان دوگای محصول سال ۱۹۹۵ است.